# 幽都县
幽都县，中国古县名。
唐朝建中二年（781年），析蓟县地置，治所在今北京市城西南隅的蓟城。与蓟县同城而治，同为幽州治所。五代后晋时，地入契丹。辽朝开泰元年（1012年），改名宛平县。